# Tomas Venclova
Tomas Andrius Venclova, né le 11 septembre 1937 à Klaipėda, en Lituanie, est un poète, prosateur, défenseur des droit de l'Homme et critique littéraire lituanien. Il est professeur émérite de littérature slave à l'université de Yale et docteur honoris causa de l'université de Lublin.
Avec ses amis proches, les lauréats du prix Nobel Czesław Miłosz et Joseph Brodsky, il appartient à une génération de figures littéraires influentes d'Europe de l'Est qui ont donné une forme poétique claire à l'expérience des régimes totalitaires.
Le poète a participé au mouvement de dissidence pendant la période soviétique. En 1977, il a émigré aux États-Unis, où il vit et travaille actuellement.

## Biographie
Tomas Venclova est le fils de l'écrivain Antanas Venclova et Eliza Račkauskaitė-Venclovienė. Ses grands-parents maternels sont Merkel Račkauskas, professeur de philologie classique, et Elena Latynska-Račkauskienė, une femme de la noblesse.
Au début de la Seconde Guerre mondiale, son père l'emmène dans un petit village près de Vilnius, puis part pour Moscou. Accusé à tort d'être juif, Antanas Venclova est arrêté. Tomas est alors confié à son oncle maternel Karolis Vairo-Račkauskas. Après le retour de sa mère de prison, ils s'installèrent près de Kaunas, à Aukštoja Freda. Son père revient de Moscou en 1944. À l'automne 1946, la famille Venclova déménage de Kaunas à Vilnius. À partir de 1947, il étudie au lycée de garçons de Vilnius. De 1954 à 1960, il étudie le lituanien à la faculté d'histoire de l'université de Vilnius.
Dès son plus jeune âge, il est associé à l'opposition anticommuniste lituanienne et russe. L'année 1956 marque un tournant dans la vision du monde de Tomas : le 20e congrès du PCUS est déclenchée et réprimée, les illusions de Venclova sur la possibilité d'un socialisme amélioré se dissipent.
En 1960, il est diplômé de l'université de Vilnius et fait ses débuts littéraires avec le livre scientifique populaire Les fusées, les planètes et nous (Raketos, planetos ir mes, 1962). De 1961 à 1965, il vit à Moscou, puis à Leningrad. En 1966, il a fondé un groupe de sémiotique à l'université de Vilnius.
En 1966, il rencontre Joseph Brodsky qui lui déduit son poème Lithuanian Nocturne. Son premier recueil de poèmes Le signe de la parole (Kalbos ženklas) parait en 1972.
Dans les années 1970, il travaille pour la Chronique de l'Église catholique en Lituanie et devient membre du Mouvement lituanien pour la défense des droits de l'homme et des droits civiques.
Il reçoit de nombreux prix internationaux de poésie ainsi que le prix national lituanien de la culture et de l'art (2000). Venclova traduit en lituanien de nombreuses œuvres de poètes célèbres, parmi lesquels T. S. Eliot, W. H. Auden, Charles Baudelaire, Saint-John Perse, Boris Pasternak, Anna Akhmatova, Joseph Brodsky, Czesław Miłosz et Wisława Szymborska. Il écrit des recueils de poésie, des traductions, essais et des articles. Ses recueils de poésie ont été publiés dans de nombreuses langues, dont l'anglais, l'allemand, l'italien, le suédois, le russe, le polonais, le hongrois et le chinois.
Dans ses poèmes, il aborde des sujets divers, depuis la mythologie jusqu’à la condition métaphysique de l’exilé, nullement réductible au passage d’un monde à un autre.
Il rejoint le groupe Helsinki lituanien en 1976. Il vit à Vilnius jusqu'en 1977. Puis, menacé par les répressions, il émigre aux États-Unis. L'URSS le prive de sa nationalité soviétique. En arrivant aux États-Unis, il donne des conférences à l'université de Californie à Berkeley.
Depuis 1983, il fait partie de l'équipe éditoriale du magazine trimestriel Literary Notebooks (Zeszyty Literackie).
En 2013, il devient le 11ème citoyen d'honneur de la ville de Vilnius aux côtés du président des États-Unis, Ronal Reagan et le prix Nobel Czesław Miłosz.
Il vit désormais de manière permanente à New Haven, Connecticut, États-Unis.
Un vaste choix de ses poèmes, fait par l'auteur et préfacé par le prix Nobel de littérature Joseph Brodsky, a paru en français dans la traduction de Henri Abril : Le Chant limitrophe (Circé, 2013). Un deuxième recueil est paru en septembre 2024 : Le Bois des Euménides (éditions Circé), poèmes choisis, traduits et commentés par Henri Abril.

## Distinctions
Il est docteur honoris causa de plusieurs universités polonaises, notamment l'Université Marie Curie-Skłodowska (1991), de l'Université Jagellonne (2000), de l'Université Nicolas-Copernic (2005), de l'Université de Gdańsk (2010).
Il est également docteur honoris causa de l'université Vytautas-Magnus depuis 2010.
Il est lauréat du Prix Pétrarque de l'essai en 2014. En juin 2015, à la remises des prix Jan Nowak-Jeziorański à l'Ossolineum de Wroclaw, il reçoit les hommages pour la fidélité aux valeurs de la civilisation européenne.